# Platycerota
Platycerota es un género de polillas perteneciente a la familia Geometridae.

## Descripción
Es una polilla mediana con una envergadura de 36 a 40 milímetros (1,4 a 1,6 plg) y de color marrón rojizo, con rayas negras. Los palpos son peludos y no sobrepasan la frente. Las antenas del macho son aplanadas y engrosadas, con estrías adpresas. La tibia posterior no es dilatada. El abdomen cuenta con dos manchas dorsales negras.

### Alas
Las alas anteriores cuentan con el ápice redondeado, una línea antemedial sinuosa e indistinta, una mancha negra al final de la celda, una línea postmedial oblicua que surge debajo del ápice y a menudo una mancha apical blanca o subapical blanquinegreña. La vena 3 parte desde antes del ángulo de la celda y la vena 5 desde arriba de la mitad de las manchas discocelulares. La vena 11 se anastomosa con la vena 12 y la vena 10 con las venas 8 y 9.: Notas 1  Las alas posteriores cuentan con rayas negras al final de la celda y una línea postmedial oblicua. La vena 3 que parte desde antes del ángulo de la celda.

## Especies
| Platycerota | \| \| Platycerota crinita Warren, 1897 \| \| \| \| \| \| Platycerota olivatia Hampson, 1902 \| \| \| \| \| \| Platycerota percrinita Prout, 1932 \| \| \| \| \| \| Platycerota spilotelaria Walker, 1862 \| \| \| \| |
|             | \| \| Platycerota crinita Warren, 1897 \| \| \| \| \| \| Platycerota olivatia Hampson, 1902 \| \| \| \| \| \| Platycerota percrinita Prout, 1932 \| \| \| \| \| \| Platycerota spilotelaria Walker, 1862 \| \| \| \| |
|             | Platycerota crinita Warren, 1897 |
|             | |
|             | Platycerota olivatia Hampson, 1902 |
|             | |
|             | Platycerota percrinita Prout, 1932 |
|             | |
|             | Platycerota spilotelaria Walker, 1862 |
|             | |